# أبراج الساعات في فلسطين
تُعد أبراج الساعة الفلسطينية أهم الآثار المعمارية الباقية في فلسطين، وهي أبراج أثرية يعود تاريخها إلى الحقبة العثمانية في فلسطين. بدأ تشييد معظم هذه الأبراج في فلسطين في ذكرى اليوبيل الفضي (25 عاماً) لاعتلاء السلطان عبد الحميد الثاني عرش الخلافة عام 1901. تقع الأبراج في مدينة القدس، يافا، حيفا، عكا، صفد، الناصرة ونابلس. إلاّ أن برج القدس هدمته القوات البريطانية عند دخولها المدينة، والبرج في الناصرة هو الوحيد الذي بني بين الأعوام 1730-1740 وذلك لأسباب أخرى.

## برج الساعة فيالناصرة
برج الساعة في الناصرة أو ما يعرف أيضا باسم سرايا الناصرة هو أحد معالم البلدة القديمة. بني على يد ظاهر العمر الزيداني ويعود تاريخه إلى فترة الحكم العثماني في فلسطين. كان قد بني بين الأعوام 1730-1740 ميلادي في القرن الثامن عشر، ليكون مقرًا لإدارة شؤون المدينة وحكمها.

## برج الساعةفييافا
ساحة الشهداء أو ما يعرف باسم برج الساعة في يافا، هو واحد من 7 أبراج أقيمت في مدن فلسطين في العام 1901 احتفالاً
بمرور 25 عاماً على اعتلاء السلطان عبد الحميد الثاني العرش العثماني. كما ويعتبر من أهم المعالم الأثرية الإسلامية للمدينة.

## برج الساعةفينابلس
بني عام 1901 وذلك احتفالاً بالذكرى الخامسة والعشرين على اعتلاء السلطان عبد الحميد الثاني عرش الدولة العثمانية.
بني برج الساعة على يد أحمد الصروان صانع الخير، حيث انه كان رئيس البنائين في نابلس آنذاك، وعندما بنى البرج حصل على وسام شرف من السلطان العثماني عبد الحميد الثاني باسم «سيروان». ويعتبر برج الساعة في نابلس أحد أهم الآثار المعمارية العثمانية الباقية في البلدة.

## برج الساعةفيعكا
هو برج أثري يعود تاريخه إلى الحقبة العثمانية في فلسطين. يقع في البلدة القديمة لعكا مقابل خان العمدان القديم. كان قد بني عام 1901 وذلك احتفالاً بمرور 25 عام على اعتلاء السلطان عبد الحميد الثاني العرش العثماني.

## برج الساعةفيحيفا
بني عام 1901 ويعود تاريخه لفترة الحكم العثماني، كان قد بني احتفالاً بالذكرى الخامسة والعشرين لجلوس السلطان عبد الحميد الثاني على عرش الدولة العثمانية. كما ويعتبر أحد أهم المعالم الأثرية الإسلامية الباقية في حيفا.

## برج الساعةفيصفد
برج السرايا أو برج الساعة هو برج أثري يعود تاريخه للحقبة العثمانية في فلسطين. يقع بجانب مبنى السرايا العثمانية في صفد التي كانت مركزا إداريا للمدينة، ومن هنا نبعت التسمية برج السرايا. هو واحد من 7 أبراج أقيمت في مدن مختلفة في أنحاء فلسطين في العام 1901 احتفالاً بذكرى مرور 25 عاماً على اعتلاء السلطان عبد الحميد الثاني العرش العثماني.

## برج الساعة فيالقدس
شيد العثمانيون هذا البرج عام 1901 واستغرق بناء هذا البرج ثمان سنوات. بني البرج فوق باب الخليل والمسمى أيضا ببوابة بيت لحم، بوابة يافا، بوابة اللد وبوابة الحجاج. بني البرج لتخليد الذكرى الخامسة والعشرين لاعتلاء السلطان عبد الحميد العرش العثماني. كما وكان يشمل أربع ساعات يراها السكان والزوار من جميع الجهات.

## معرض الصور

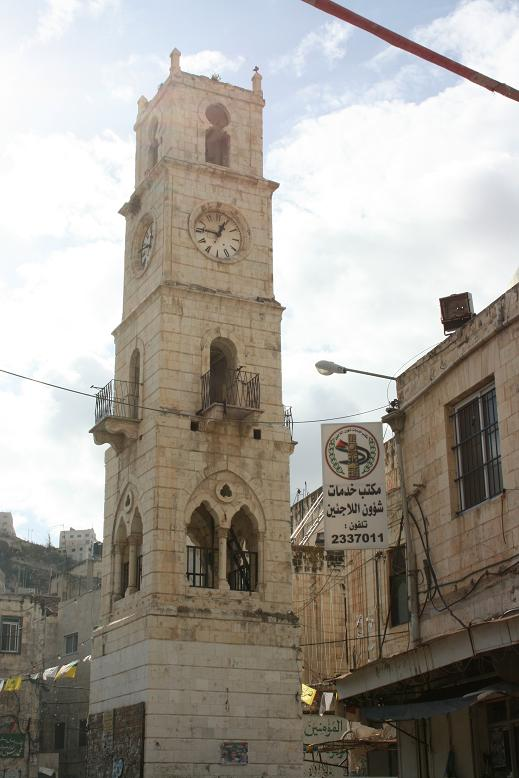
في نابلس
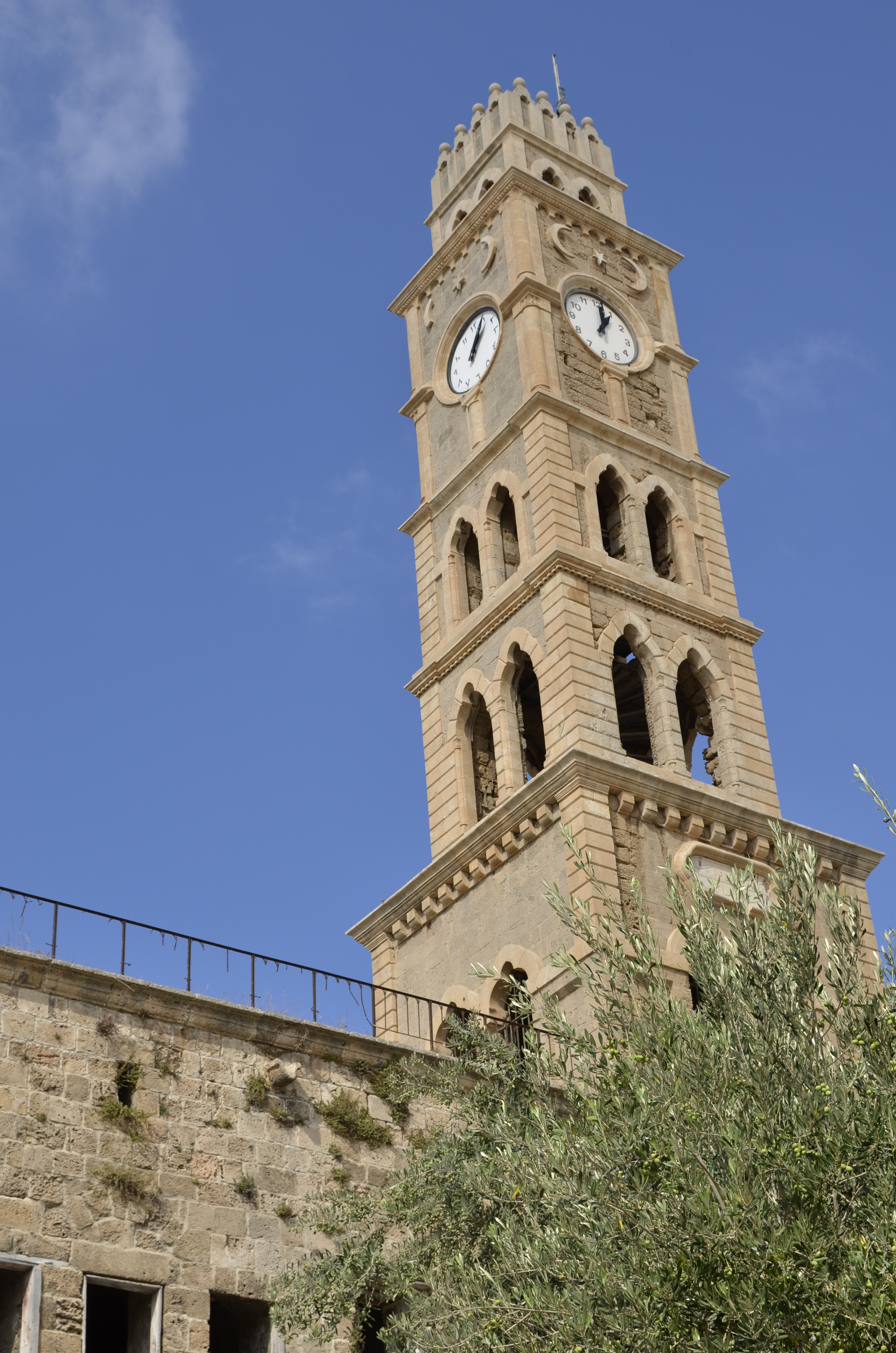
في عكا
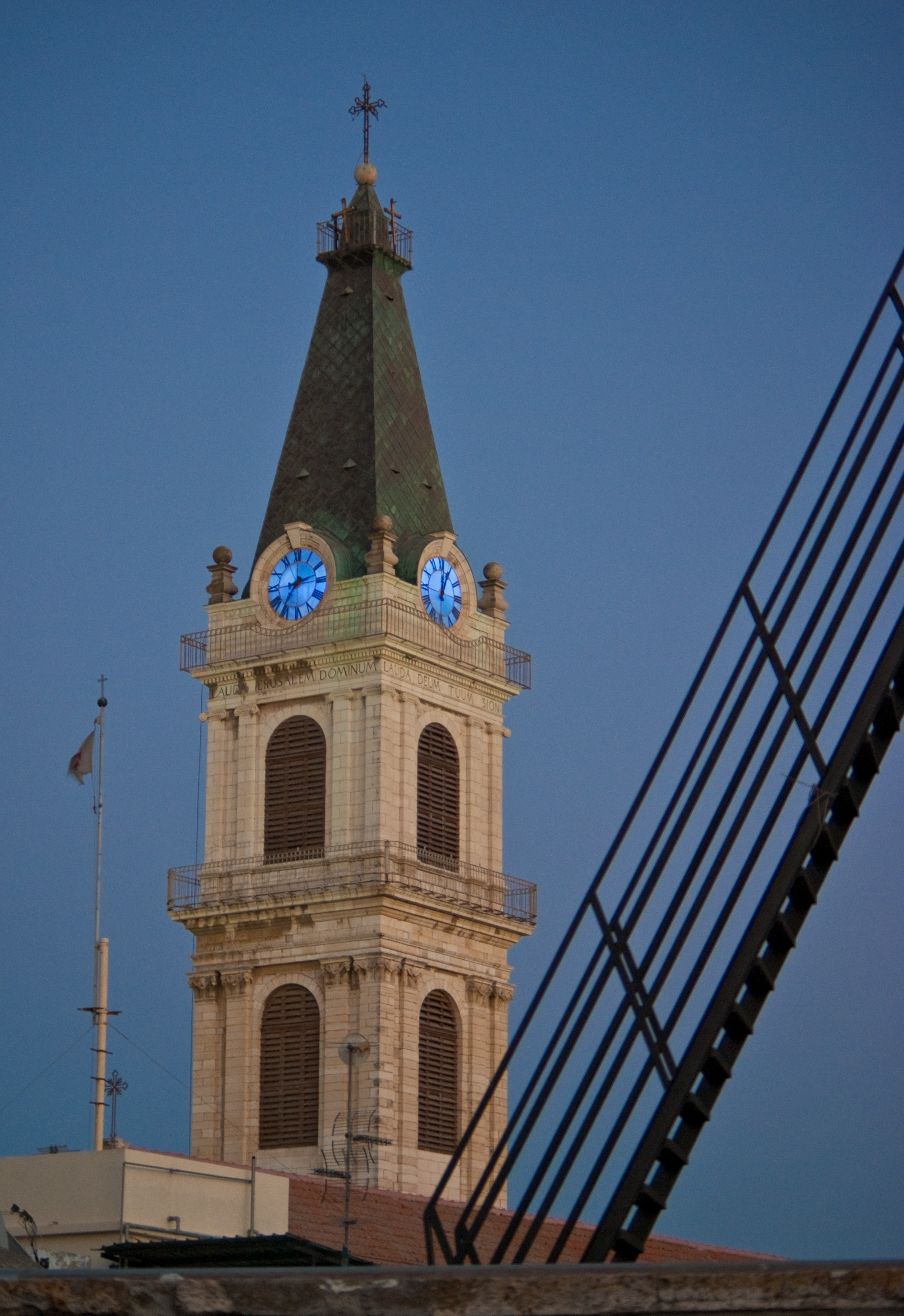
في القدس